# Селце-при-Лесковцу
Селце-при-Лесковцу (словен. Selce pri Leskovcu) — поселення в общині Кршко, Споднєпосавський регіон, Словенія. Висота над рівнем моря: 203,5 м.